# Amparo Rivelles
Amparo Rivelles (María Amparo Rivelles y Ladrón de Guevara; Madrid, Španjolska, 11. veljače 1925. – Madrid, Španjolska, 7. studenog 2013.) bila je španjolska glumica, koja je glumila u meksičkim filmovima i serijama te je zvana „kraljicom meksičkih telenovela” (šp. la reina de las telenovelas mexicanas).

## Filmografija

### Serije
Neke telenovele u kojima je Rivelles glumila:
- Pensión de mujeres
- La mujer dorada
- Sor Juana Inés de la Cruz
- Las momias de Guanajuato
- Tres caras de mujer
- Doña Macabra
- Lágrimas amargas
- La cruz de Marisa Cruces

## Obitelj
Amparo Rivelles je bila kći Rafaela Rivellesa Guilléna i njegove supruge, Maríje Fernande Ladrón de Guevare, polusestra Carlosa Larrañage te poluteta Amparo Larrañage.